# 涼山イ族自治州
涼山イ族自治州（りょうざん-イぞく-じちしゅう、四川彝語: ꆃꎭꆈꌠꊨꏦꏱꅉꍏ）は中華人民共和国四川省に位置する民族自治州。イ族人口が半数近くを占める。自治州人民政府の所在地は西昌市。

## 地理
四川省最南部に位置し、北は同省カンゼ・チベット族自治州、雅安市などと接し、南西と南東は雲南省に囲まれる。中央を雅礱江、南境をディチュ河（金沙江）、北境を大渡河が流れ、州境の大部分は山岳地帯である。北部の大涼山が古来、「ロロ」と呼ばれたイ族の大拠点であった。

## 歴史
秦代以前には邛都国あるいは邛都部落と称し、漢代には越巂郡、隋唐時代には巂州と称し、南詔支配下では建昌府となった。元朝は羅羅斯宣慰司を設置し、明代には四川行都司に属した。清代には寧遠府、民国時代には寧属と称した。
1950年3月になって西昌が解放され、年末には西昌地区専員公署が設置された。
1952年4月西昌地区から大涼山地区を分離して涼山イ族自治区を新設することが決定され、共に西康省に属した。
1955年10月、西康省が廃止されたため、四川省に属した。
1980年西昌地区と涼山イ族自治州を合併して、西昌市を首府とする新しい涼山イ族自治州が設置された。

## 民族
2003年の統計では、全州人口4,154,827人のうち、漢族が2,187,984人、イ族が1,815,539人、回族18,778人、チベット族64,540人、モンゴル族26,823人、その他41,163人となっている。木里県のみチベット族自治県である。
- 地域名の列のソートボタンで元の順序に戻る。

| 地域名         | 総人口   | 漢族人口 | イ族人口 | チベット族人口 |
| -------------- | -------- | -------- | -------- | -------------- |
| 西昌市         | 574224人 | 468100人 | 84911人  |                |
| 会理市         | 435165人 | 357979人 | 73123人  |                |
| 木里蔵族自治県 | 126268人 | 27253人  | 35121人  | 41175人        |
| 塩源県         | 326776人 | 147634人 | 151343人 |                |
| 徳昌県         | 189189人 | 138387人 | 42296人  |                |
| 会東県         | 367834人 | 336992人 | 25092人  |                |
| 寧南県         | 174138人 | 134041人 | 37413人  |                |
| 普格県         | 144196人 | 33844人  | 109355人 |                |
| 布拖県         | 142095人 | 8659人   | 132763人 |                |
| 金陽県         | 142784人 | 31974人  | 110013人 |                |
| 昭覚県         | 213484人 | 6220人   | 207091人 |                |
| 喜徳県         | 139593人 | 20331人  | 119013人 |                |
| 冕寧県         | 330066人 | 217588人 | 106026人 |                |
| 越西県         | 253014人 | 74866人  | 175037人 |                |
| 甘洛県         | 183734人 | 60806人  | 119125人 |                |
| 美姑県         | 181083人 | 4116人   | 176920人 |                |
| 雷波県         | 231184人 | 119194人 | 110897人 |                |

## 行政区画
2県級市・14県・1自治県を管轄する。
- 県級市：
  - 西昌市・会理市
- 県：
  - 塩源県・徳昌県・会東県・寧南県・普格県・布拖県・金陽県・昭覚県・喜徳県・冕寧県・越西県・甘洛県・美姑県・雷波県
- 自治県：
  - ムリ・チベット族自治県

| 涼山イ族自治州の地図 |
| --- |
| 西昌市 塩源県 徳昌県 会理市 会東県 寧南県 普格県 布拖県 金陽県 昭覚県 喜徳県 冕寧県 越西県 甘洛県 美姑県 雷波県 ムリ・チベット族自治県 |

### 年表
この節の出典

#### 西康省西昌専区
- 1949年10月1日 - 中華人民共和国西康省西昌専区が成立。西昌県・塩源県・会理県・寧南県・冕寧県・塩辺県・徳昌県・昭覚県・越巂県・寧東設治局・普格設治局・瀘寧設治局が発足。(9県3設治局)
- 1951年12月8日 (9県3設治局)
  - 雲南省昭通専区巧家県の一部が会理県・寧南県に分割編入。
  - 越巂県の一部が雅安専区漢源県に編入。
- 1952年4月30日 (10県1自治区)
  - 普格設治局・寧東設治局・昭覚県が涼山イ族自治区に編入。
  - 西昌県・冕寧県の各一部が涼山イ族自治区寧東設治局と合併し、涼山イ族自治区喜徳県となる。
  - 瀘寧設治局の一部が冕寧県に編入。
  - 越巂県の一部が涼山イ族自治区昭覚県の一部と合併し、涼山イ族自治区普雄県となる。
  - 会理県の一部が分立し、会東県が発足。
  - 塩源県の一部が分立し、ムリ・チベット族自治区が発足。
  - 瀘寧設治局の残部・塩源県の一部が合併し、金鉱県が発足。
- 1952年5月9日 (11県1自治区)
  - 越巂県の一部が雅安専区漢源県の一部と合併し、雅安専区石棉県となる。
  - 会理県・徳昌県の各一部が合併し、米易県が発足。
- 1953年2月19日 - ムリ・チベット族自治区が県制施行し、ムリ・チベット族自治県となる。(11県1自治県)
- 1953年10月8日 - 金鉱県の一部が塩源県に編入。(11県1自治県)
- 1953年10月29日 - 徳昌県の一部が会理県に編入。(11県1自治県)
- 1955年7月30日 - 西康省の分割により、四川省西昌専区となる。

#### 涼山イ族自治区
- 1952年4月30日 - 西昌専区普格設治局・寧東設治局・昭覚県を編入。涼山イ族自治区が成立。(7県)
  - 普格設治局が県制施行し、普格県となる。
  - 寧東設治局が西昌専区西昌県・冕寧県の各一部と合併し、喜徳県が発足。
  - 昭覚県の一部が西昌専区越巂県の一部と合併し、普雄県が発足。
  - 昭覚県の一部が分立し、美姑県・金陽県・布拖県が発足。
- 1955年4月 - 涼山イ族自治区が涼山イ族自治州に改称。

#### 西康省涼山イ族自治州
- 1955年7月30日 - 西康省の分割により、四川省涼山イ族自治州となる。

#### 四川省西昌地区
- 1955年11月9日 - 越巂県が涼山イ族自治州に編入。(10県1自治県)
- 1958年5月18日 - 会理県の一部が会東県に編入。(10県1自治県)
- 1960年1月7日 (8県1自治県)
  - 徳昌県が西昌県に編入。
  - 金鉱県が塩源県・冕寧県に分割編入。
- 1962年10月20日 - 西昌県の一部が分立し、徳昌県が発足。(9県1自治県)
- 1963年10月23日 - 塩源県が自治県に移行し、塩源イ族自治県となる。(8県2自治県)
- 1965年4月22日 - 米易県・塩辺県の各一部が雲南省楚雄イ族自治州永仁県の一部、麗江専区華坪県の一部と合併し、地級市の四川省渡口市となる。(8県2自治県)
- 1965年7月30日 - 塩辺県・会理県の各一部が渡口市に編入。(8県2自治県)
- 1966年6月27日 - 塩源イ族自治県の一部がムリ・チベット族自治県に編入。(8県2自治県)
- 1968年5月31日 - 西昌専区が西昌地区に改称。(8県2自治県)
- 1978年2月4日 - 会理県の一部が渡口市郊区に編入。(8県2自治県)
- 1978年10月4日 
  - 西昌県・徳昌県・冕寧県・会理県・寧南県・会東県・塩源イ族自治県・ムリチベット族自治県が涼山イ族自治州に編入。
  - 米易県・塩辺県が渡口市に編入。

#### 四川省涼山イ族自治州
- 1955年11月9日 - 西昌専区越巂県、楽山専区雷波県を編入。(9県)
- 1955年12月 - 楽山専区屏山県の一部が雷波県に編入。(9県)
- 1956年4月13日 (12県)
  - 越巂県の一部が分立し、甘洛県が発足。
  - 金陽県・雷波県・美姑県・昭覚県の各一部が合併し、瓦崗県が発足。
  - 美姑県の一部が分立し、洪渓県が発足。
- 1956年12月17日 - 楽山専区屏山県の一部が雷波県に編入。(12県)
- 1958年11月25日 - 楽山専区馬辺県の一部が洪渓県に編入。(12県)
- 1959年6月16日 - 越巂県が越西県に改称。(12県)
- 1960年1月7日 (8県)
  - 瓦崗県が昭覚県・雷波県に分割編入。
  - 洪渓県が美姑県に編入。
  - 普雄県が越西県に編入。
  - 布拖県が普格県に編入。
- 1960年1月30日 - 越西県の一部が甘洛県に編入。(8県)
- 1962年10月20日 - 普格県の一部が分立し、布拖県が発足。(9県)
- 1963年9月10日 - 喜徳県の一部が昭覚県に編入。(9県)
- 1963年12月30日 - 美姑県の一部が楽山専区峨辺県に編入。(9県)
- 1967年1月9日 - 雷波県の一部が宜賓専区屏山県に編入。(9県)
- 1978年10月4日 - 西昌地区西昌県・徳昌県・冕寧県・会理県・寧南県・会東県・塩源イ族自治県・ムリチベット族自治県を編入。(15県2自治県)
- 1978年12月13日 - 塩源イ族自治県が県に移行し、塩源県となる。(16県1自治県)
- 1979年7月19日 - 西昌県・喜徳県の各一部が合併し、西昌市が発足。(1市16県1自治県)
- 1980年3月27日 - 雅安地区漢源県の一部が甘洛県に編入。(1市16県1自治県)
- 1986年6月6日 - 西昌県が西昌市に編入。(1市15県1自治県)
- 2019年12月13日 - 昭覚県・喜徳県の各一部が西昌市に編入[4]。(1市15県1自治県)
- 2021年1月20日 - 会理県が市制施行し、会理市となる。(2市14県1自治県)

## 交通

### 航空
- 西昌青山空港

### 鉄道
- 中国鉄路総公司
  - 中国鉄路昆明局集団公司
  - 成昆線

### 道路
- 高速道路
  - 京昆高速道路

国道
- G108国道

## 健康・医療・衛生
- 西昌市人民医院、西昌市伝染病医院、会理市人民医院、塩源県人民医院、徳昌県人民医院、会東県人民医院、寧南県人民医院、普格県人民医院
- 布拖県人民医院、金陽県人民医院、昭覚県人民医院、喜徳県人民医院、冕寧県人民医院、越西県第一人民医院、甘洛県人民医院
- 美姑県人民医院、雷波県人民医院、木里県人民医院

## 名所・旧跡・観光スポット
- 瀘沽湖風景区
- 邛海-瀘山風景区
- 中国西昌衛星発射中心
- 馬湖風景区（雷波県）- 中国三大高山深水湖の一つ。
- 螺髻山氷河風景区